# پلپ

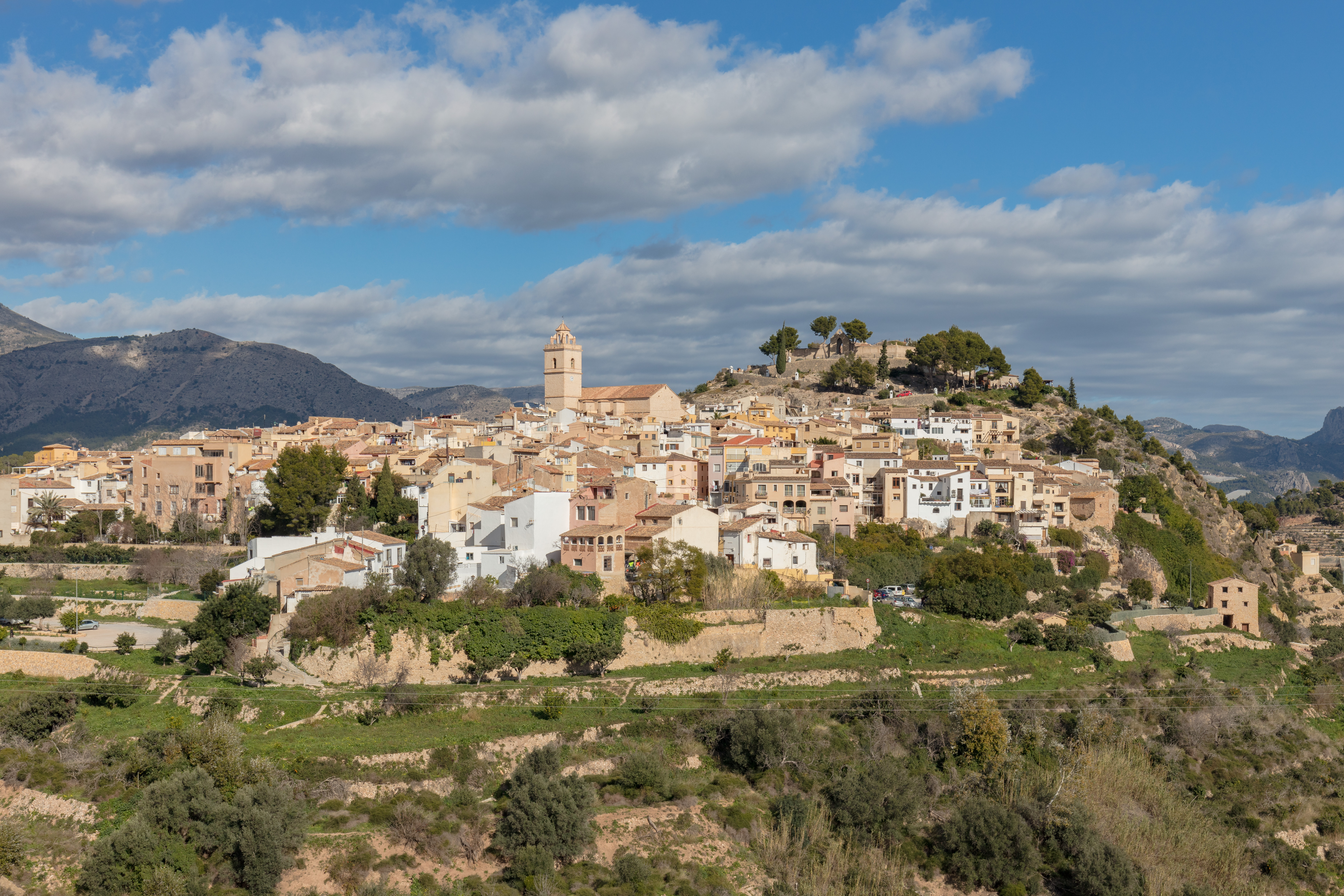
نمایی از پُلُپ، دهستانی در استان آلیکانتهٔ اسپانیا - ۲۰۲۳

پُلُپ دهستانی در استان آلیکانتهٔ اسپانیا است.
در این دهستان ۳٬۶۳۶ نفر زندگی می‌کنند. مساحت این دهستان ۲۲٫۶۳ کیلومتر مربع است.